# 第1次長期滞在
第1次長期滞在（だい1じちょうきたいざい、Expedition 1）は、国際宇宙ステーションへの1回目の長期滞在ミッションである。

## 乗組員
| 機長                               | フライトエンジニア1             | フライトエンジニア2            |
| ---------------------------------- | ------------------------------- | ------------------------------ |
| ウィリアム・シェパード, NASA 4度目 | セルゲイ・クリカレフ, RSA 5度目 | ユーリー・ギジェンコ,RSA 2度目 |

## ミッションパラメータ
- 近点：384km
- 遠点：396km
- 軌道傾斜角：51.6°
- 軌道周期：92分
- ドッキング：2000年11月2日9時21分3秒（UTC）
- ドッキング解除：2001年3月19日4時32分0秒（UTC）
- ドッキング継続時間：136日19時間10分57秒

## ミッションの目的
ISSは、2000年11月2日に最初の住人となる宇宙飛行士を迎えた。第1次長期滞在の3人の乗組員は2000年10月31日にカザフスタンのバイコヌール宇宙基地からソユーズTM-31で無事打ち上げられた。ISSへの4ヶ月に及ぶ滞在は、公式には2001年3月18日に終了した。第1次長期滞在の乗組員は2001年3月21日にSTS-102で地球に帰還した。ミールから国際宇宙ステーションへの滞在宇宙ステーション変更でもある。
複数の国出身の3人の宇宙飛行士は、4ヶ月以上に渡ってISSに滞在した。乗組員は、機長でアメリカ人のウィリアム・シェパード、ソユーズ機長でロシア人のユーリー・ギジェンコ、フライトエンジニアでロシア人のセルゲイ・クリカレフの3人で構成されていた。3人は協力して、デスティニー等の新しいモジュールをISSに取り付ける等の組立て作業を行った。また科学実験も行われた。
3人の乗組員は、STS-102が終了した3月にスペースシャトル・ディスカバリーに乗って地球に帰還した。STS-102では新しい長期滞在員がISSを訪れ、科学実験が始められた。
4ヶ月の滞在中に、シェパード、ギジェンコ、クリカレフは、スペースシャトルでISSの電力供給を増大させる太陽電池、デスティニーの最初の実験器具等を運んできた3人の来客をISSに迎えた。またその他に、ロシア側のポートに自動的にドッキングする無人のプログレス補給船を2度迎えた。
搭乗して最初の週に、乗組員は生命維持装置を起動し、ISS完成前に過去2年間のスペースシャトルの乗組員が残して行ったステーションの構成要素、衣服、ノートパソコン、オフィス器具、ケーブル等を開封した。彼らの「新しい家」に引っ越して来ることによって、シェパード、ギジェンコ、クリカレフは、今後少なくとも15年に渡って人類が継続的に宇宙空間に滞在する第一歩となった。
第1次長期滞在のミッションは、ユーリ・ガガーリンが1961年に人類で初めて宇宙飛行を行ったのと同じ、バイコヌール宇宙基地の発射パッドから打ち上げられた。310トンの三段式ソユーズ-Uロケットが、打上の10分後に乗組員を予備軌道まで運び、その後はギジェンコが手動でランデブーを行って、11月2日4時21分（EST）にズヴェズダモジュールのaftポートにドッキングを行った。ドッキングの90分後には、シェパードがズヴェズダへのハッチを開け、乗組員は初めてISSに乗り込んだ。
最初の仕事は、ズヴェズダの調理室にある保温機の起動、寝床の整備、ヒューストン及びモスクワの管制塔との通信の確認等であった。乗組員は、ズヴェズダとザーリャにあるロシア製の通信装置及びユニティのアメリカ製通信装置を用いて両方の管制塔と通信を行った。彼らはISSにアマチュア無線の装置も取り付け、多くの学校と通信を行った。

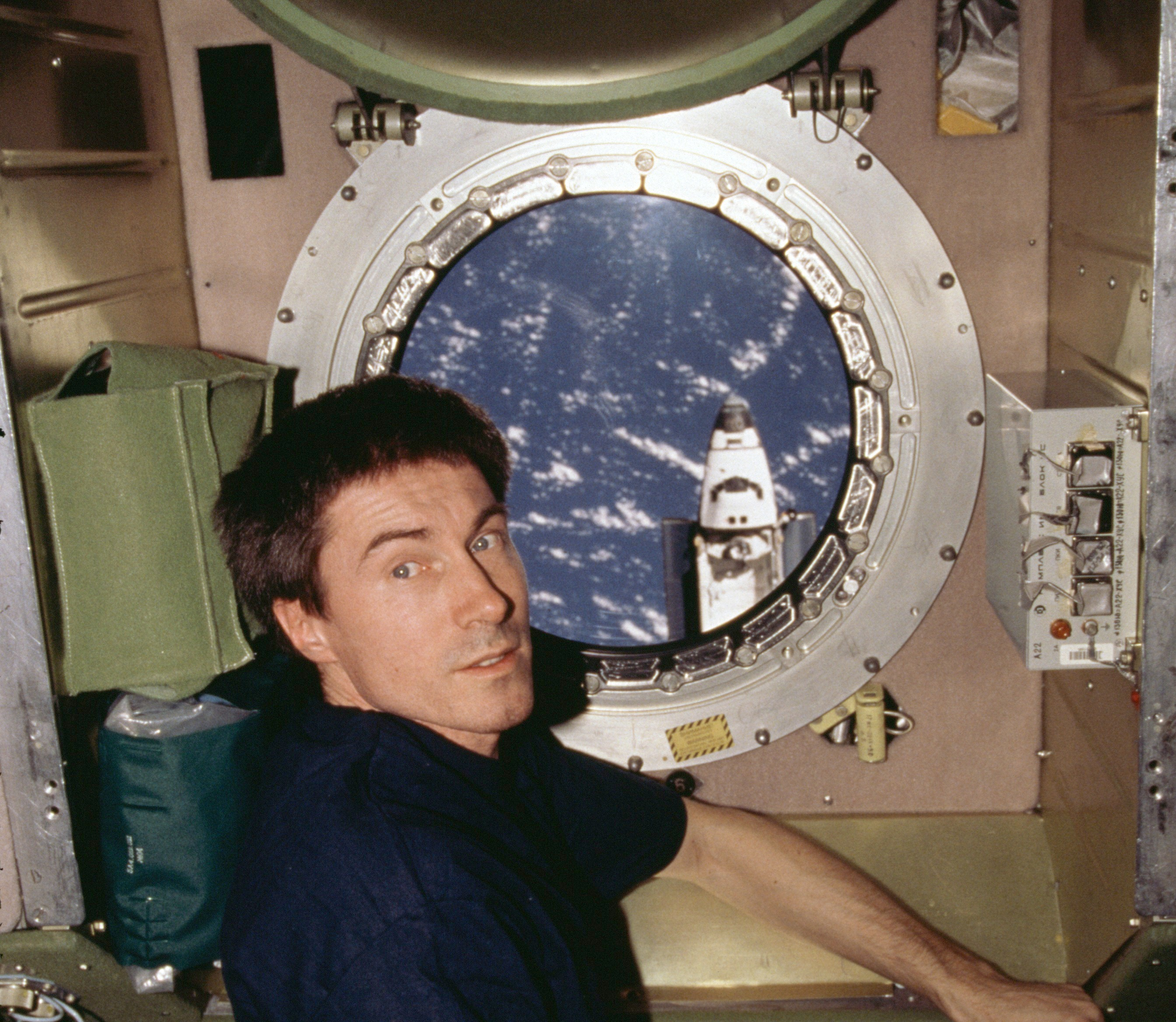
ズヴェズダモジュールにいるクリカレフ。窓の外に見えるのはSTS-98のスペースシャトルアトランティス。
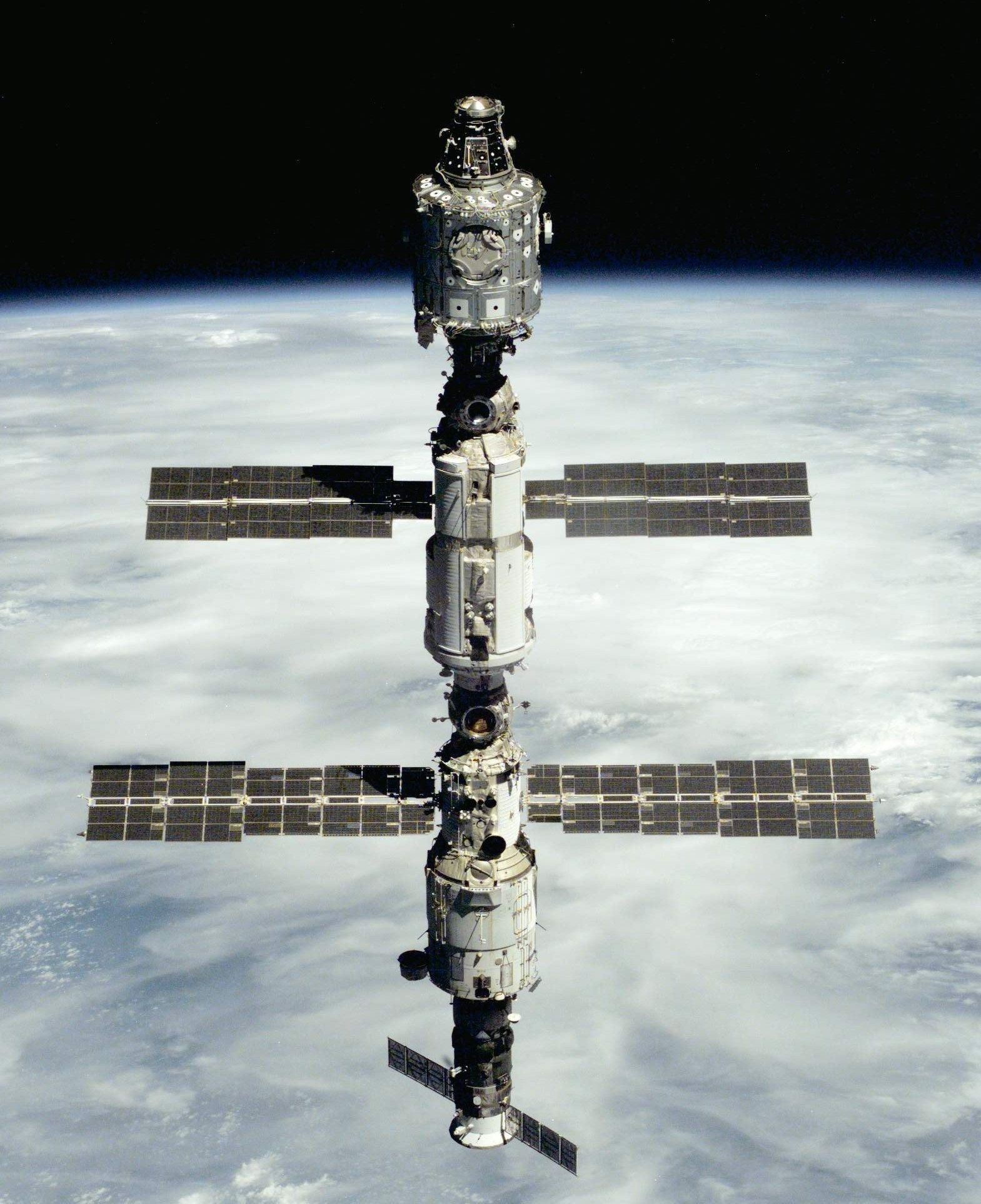
第1次長期滞在の乗組員が到着した時点でのISSの配置。上から順にユニティ、ザーリャ、ズヴェズダ。
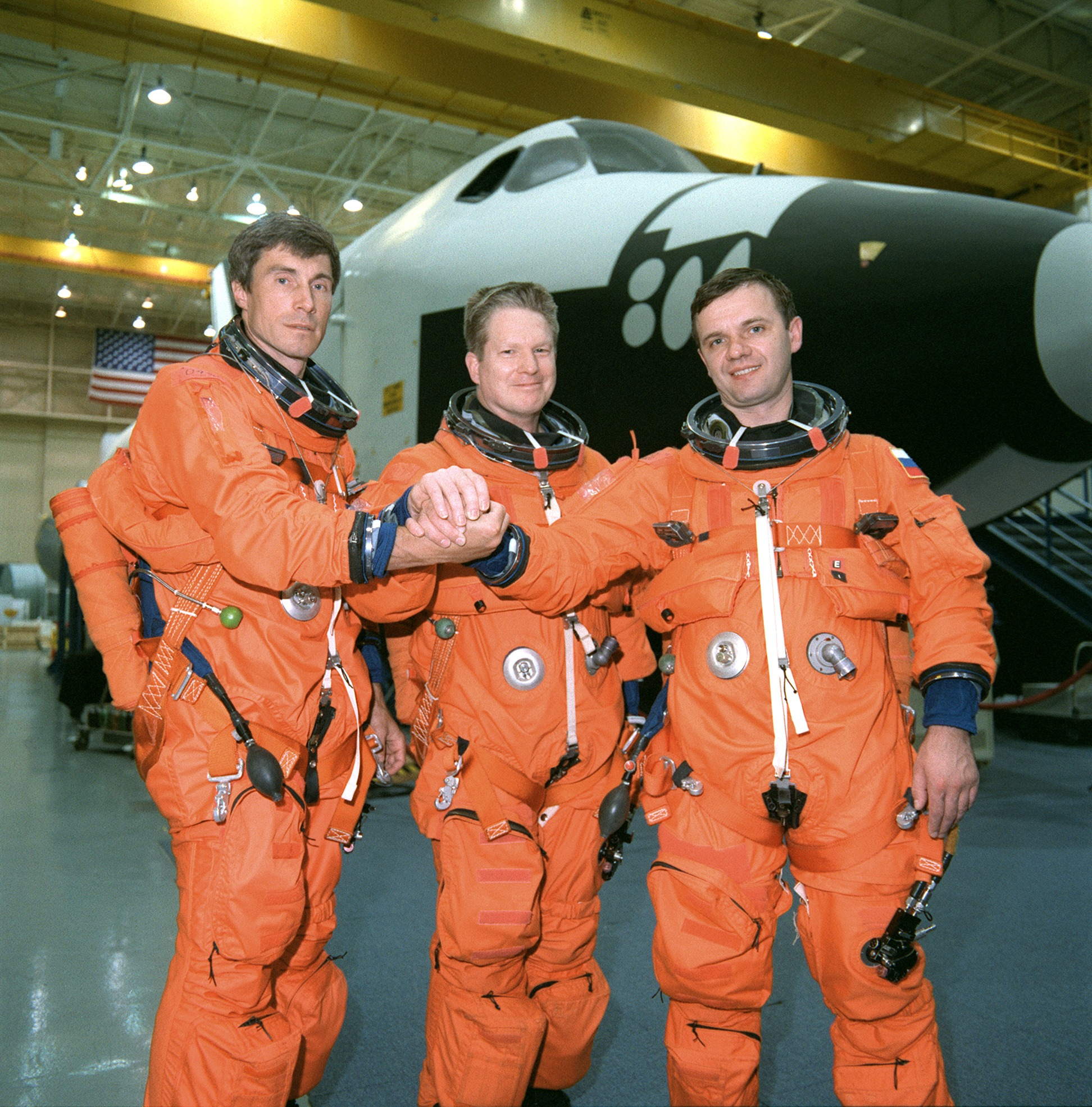
第1次長期滞在の乗組員。